# Abancay
Abancay a perui Apurímac megye székhelye. Lakossága meghaladja a 70 000 főt.

## Fekvése
A város Peru középpontjától délre, Apurímac megye északi részén található az Andok hegységben, a Mariño folyó völgyében, a tenger szintje felett 2377 méter magasságban. Mivel a nagy magasság ellenére az időjárás viszonylag meleg és száraz, ezért a térséget „az örök tavasz völgyének” is nevezik.

## Története
Már az inkák megérkezése előtt is állt itt egy település. Ez a vidék volt az inka kultúra határvonala, ugyanis a Pachachaca-völgyön túl már a csankák befolyása érvényesült. A spanyol hódítók a települést Amancay, Villa de Santiago de los Reyes névre keresztelték: az amankay szó a kecsua nyelvből ered, és egy környékbeli virág neve. (A köztársasági korszak elején vesztette el eredeti, teljes nevét, ekkortól hívják egyszerűen Villa de Abancaynak. Rövidesen, még a köztársaság idején az alacsonyabb rangú villa helyett magasabb, ciudad kategóriába emelték.) 1537-ben a település mellett zajlott az abancayi csata Francisco Pizarro és Diego de Almagro konkvisztádorok hadai között.
A gyarmati időkben Amancay térsége fontos szállítási útvonal volt a partvidékek és a délkeleti hegyvidék között. 1781-ben II. Túpac Amaru és felesége, Micaela Bastidas fellázadt a spanyol megszállók ellen: ennek Amancay szempontjából azért van jelentősége, mert Bastidas innen származott.
1873. április 28-ig, amikor létrejött Apurímac megye, a település Cusco megyéhez tartozott. 1940 táján épült meg a Nazca és Cusco közötti út, és az úgynevezett Felszabadítók Útja Cusco és Ayacucho között, amelyek Abancayt is érintik, így jelentős lökést adtak a térség gazdasági fejlődésének. Az 1930-as évektől számos külföldi család is letelepedett a városban, de érkeztek lakók a megye és az ország más részeiről is, így elzárt fekvése ellenére társadalma igen kevert. A 21. század elején nagy léptékű lakásépítés folyt, számos modern vasbeton épületet építettek, de létrejöttek új oktatási intézmények is, számos utcát pedig leaszfaltoztak.

## Nevezetességek, látnivalók
A város országos jelentőségű rendezvénye a február–márciusi karnevál. Ennek leglátványosabb részei azok a zenés-táncos felvonulások, ahol a nők színes ruháikban, a férfiak jellegzetes poncsóikban, sáljaikban és kalapjukban jelennek meg. Szokás, hogy gömbökkel, szerpentinekkel, gyümölcsökkel és ruhákkal feldíszítenek egy fát, amit aztán egy párnak zeneszó mellett ki kell vágnia. Régebben a különböző városrészek lakói bandákba tömörülve már a karnevál kezdete előtt össze-összegyűltek, és összemérték „erejüket” például ostorral és énekszóval.
A város közelében található a Cconoc nevű gyógyfürdő, az Apurímac folyó látványos mély völgye, az Ampay Nemzeti Szentély nevű természetvédelmi terület és a Sayhuite nevű régészeti lelőhely is.

## Képek

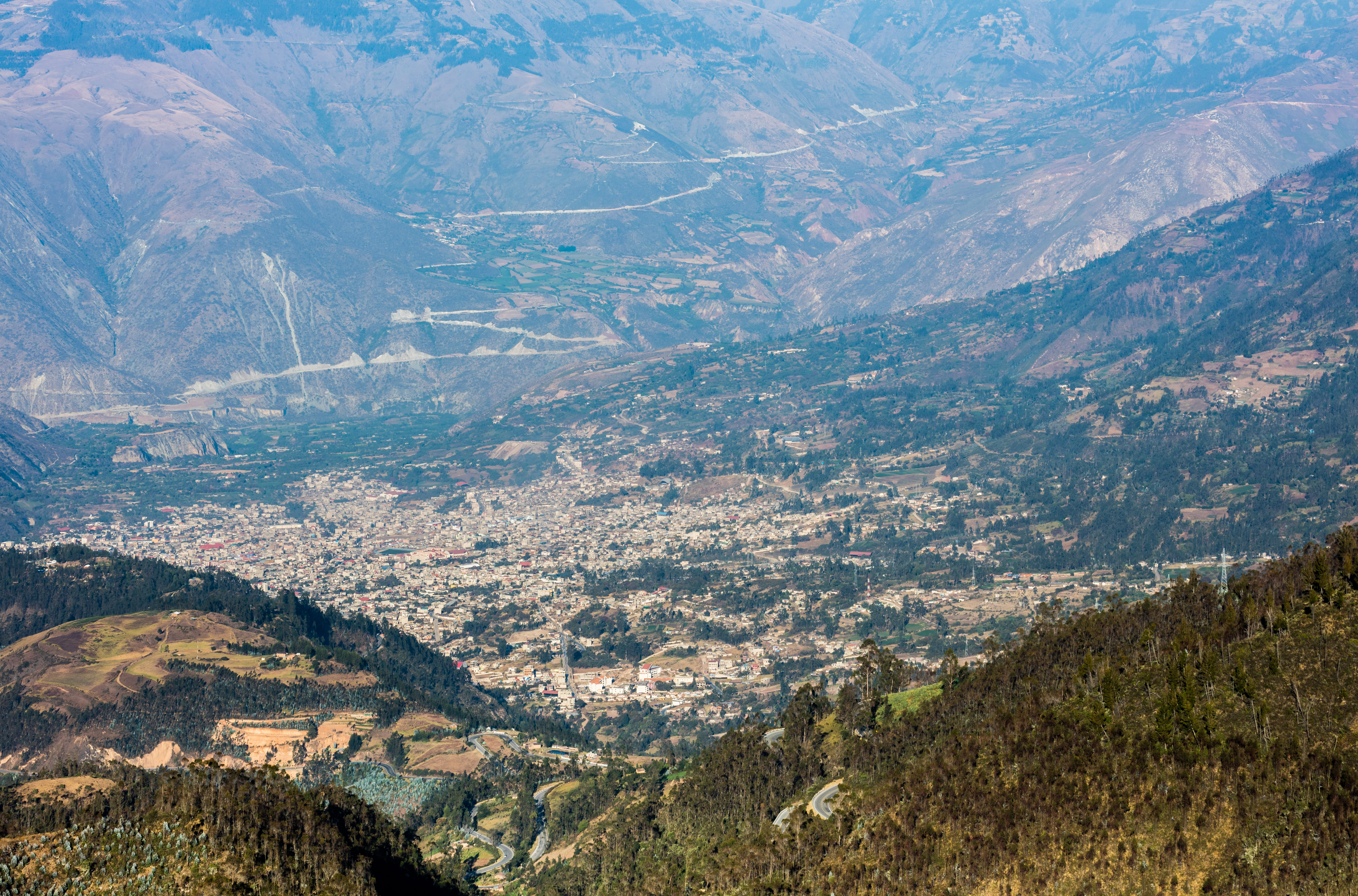
A város látképe
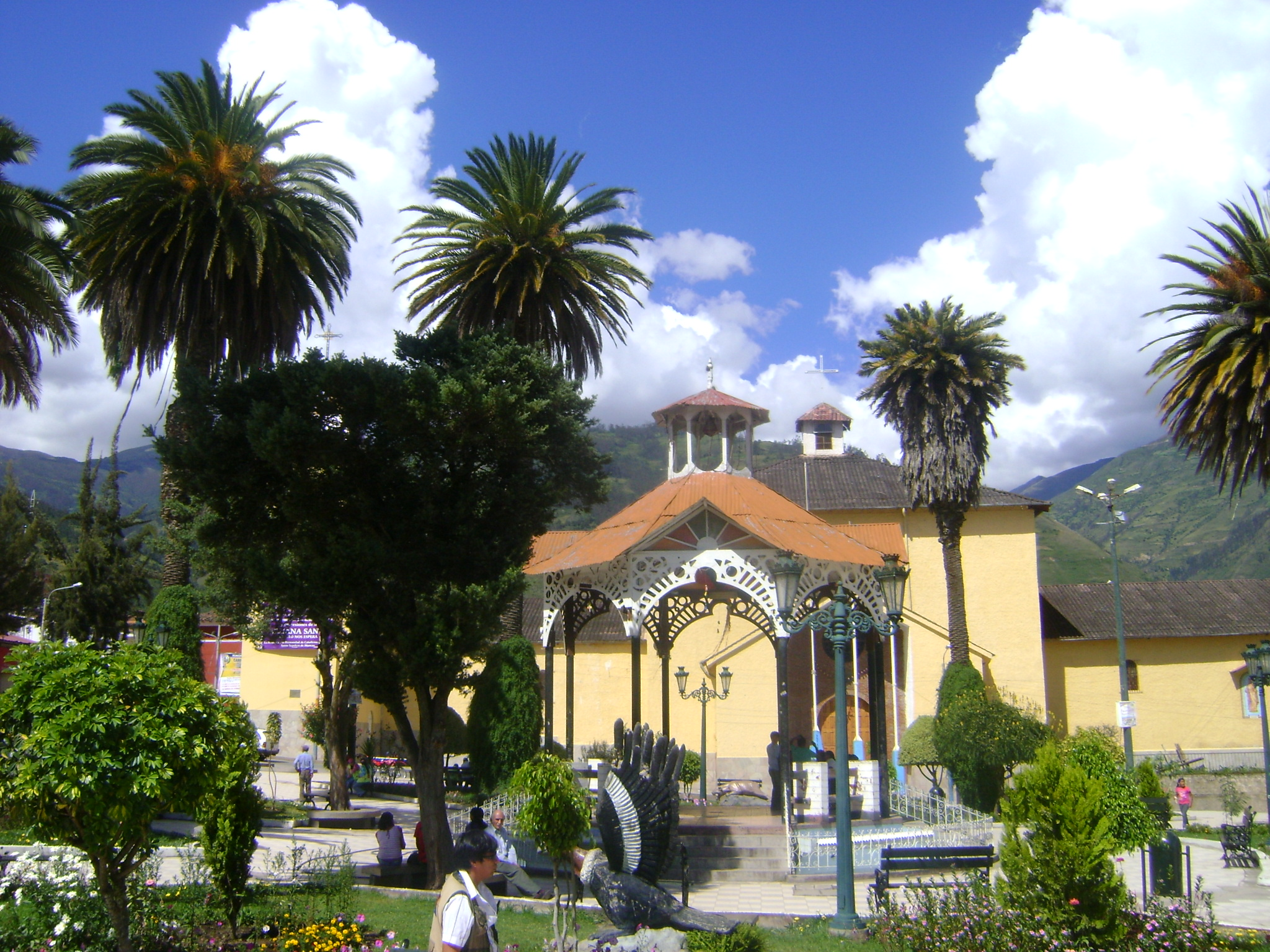
A Plaza de Armas tér
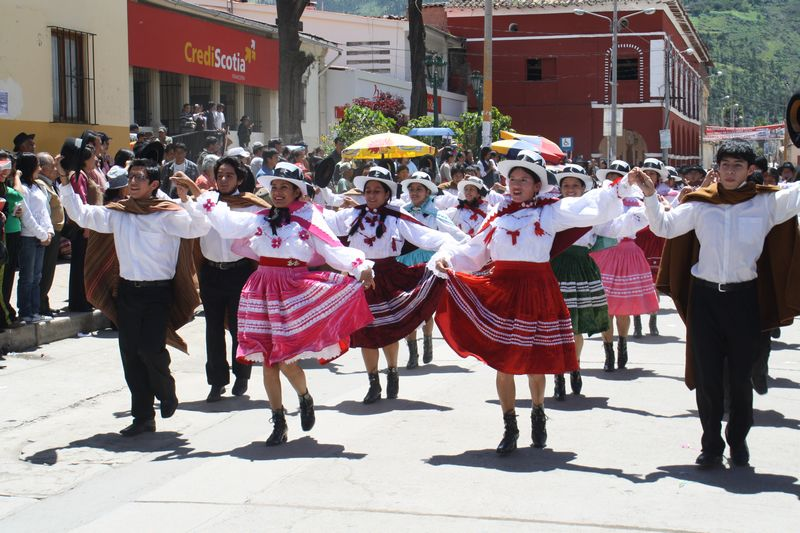
Karneváli felvonulás
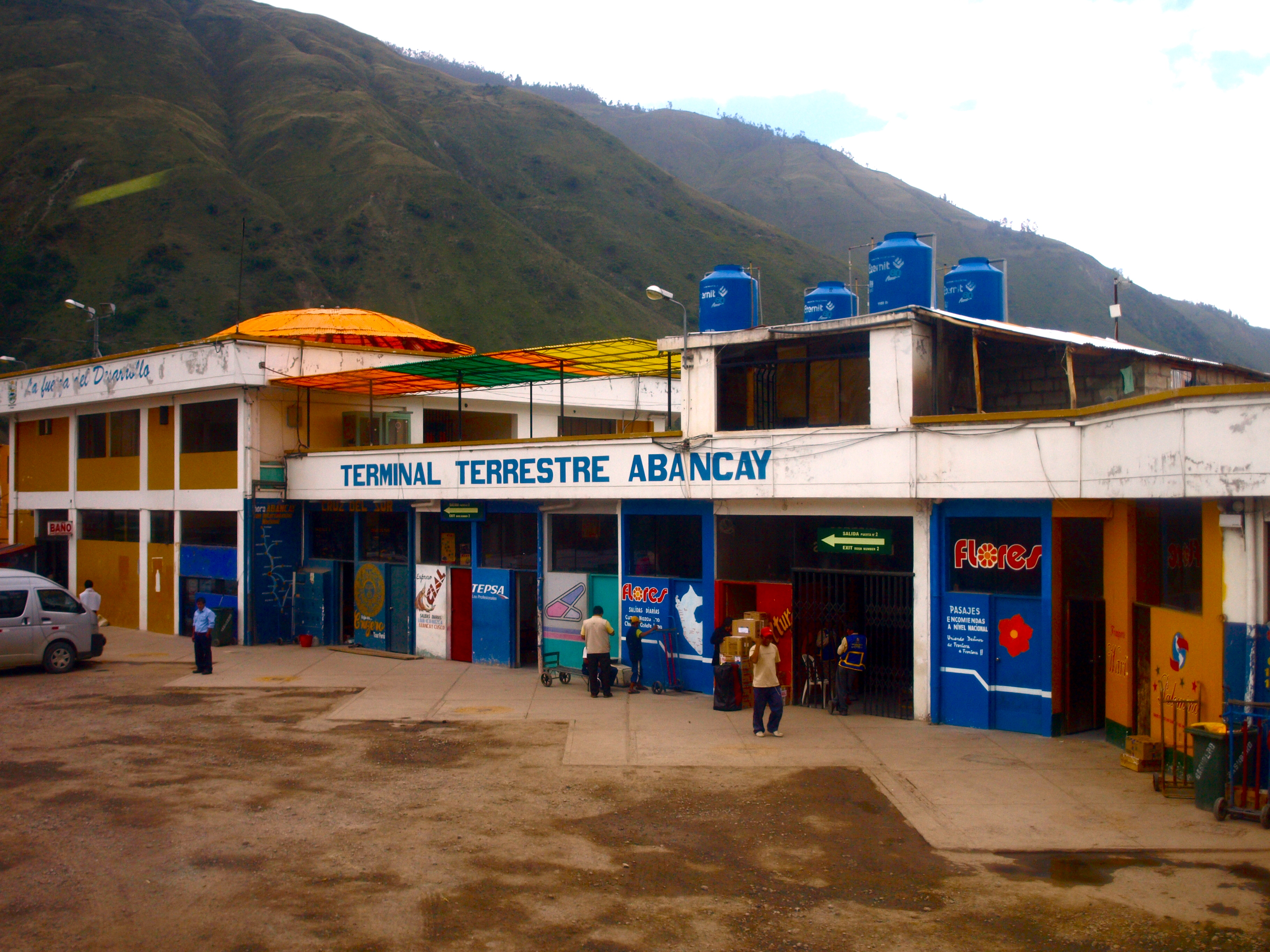
Az autóbusz-állomás